# Ванчо Танчев
Ванчо Танчев ( Влахи, Пиринска Македонија, Бугарска, 1918 — Гара Пирин, Пиринска Македонија, Бугарска, 1948) - македонски активиста и борац за уједињену и независну Македонију, жртва комунистичког режима у Бугарској.

## Биографија
Био је активан и упоран помагач илегалне чете Герасима Тодорова. Убијен је без суђења и пресуде на веома окрутан и болан начин. Танчев је био међу оних четворица затвореника, који су били највише мучени у целом затвору у Влахи. Били су то: Солун Георгиев, Асен Драчев, Ванчо Танчев и Васил Адамов, које касније никада нисмо видели.
Важио је за умереног присталица македонске каузе.